# Bitwa pod Pieskową Skałą
Bitwa pod Pieskową Skałą – bitwa stoczona 4 marca 1863 roku pod Pieskową Skałą w czasie powstania styczniowego.
Zmierzający ku granicy austriackiej po bitwie pod Małogoszczem oddział Mariana Langiewicza stanął 3 marca przy zamku w Pieskowej Skale. Sztab oddziału zajął zamek, jazda w sile ok. 200 koni pod dowództwem Figiettiego ulokowała się w owczarni a piechota w lesie. Jeszcze 3 marca Langiewicz jako namiestnik wojskowy województwa sandomierskiego i krakowskiego wydał odezwę do obywateli zaboru austriackiego. Wojska Langiewicza otoczone były przez 3 rosyjskie oddziały: mjr Medena w Olkuszu, mjr Stolzenwalda w Miechowie oraz gen. księcia Szachowskiego w Myszkowie.
W nocy powstańcy zostali zaskoczeni we śnie przez Rosjan, ale jeden ze śpiących w owczarni w porę zauważył, że nieprzyjaciel blokuje drzwi do owczarni, pragnąc być może podpalić budynek wraz ze śpiącymi. Powstańcom udało się wymknąć z pułapki w kierunku zamku, w ciemnościach tracąc jedynie 2 ludzi. Obudziwszy sztab powstańcy opuścili Pieskową Skałę, zamek natomiast zajęli i zrabowali Rosjanie, zabijając tych, którzy nie uciekli. Był to oddział mjr Medena, a ze zgrupowaniem mjr Stolzenwalda Langiewicz walczył 5 marca pod Skałą.
Bitwa z wojskami Szachowskiego miała miejsce rankiem i toczyła się ze zmiennym powodzeniem.
Kolejny przemarsz wojsk powstańczych miał miejsce 15 sierpnia 1863 roku, gdy oddział 400 żołnierzy hr. Aleksandra Krukowieckiego w drodze do Imbramowic pod Pieskową Skałą w trakcie potyczki rozproszył kompanię rosyjskiej piechoty i kozaków.